# Kerkpad Zuidzijde 41
Kerkpad Zuidzijde 41 is een gemeentelijk monument in Soest in de provincie Utrecht.
De langhuisboerderij uit de tweede helft van de negentiende eeuw staat met de nok haaks op het Kerkpad. In 1924 werd het achterhuis verlengd en vijf jaar daarna werd aan de rechtergevel een afgewolfde uitbouw geplaatst. In 1977 werd de boerderij omgebouwd tot woonhuis. De tegeltableaus in de kelder dateren uit ongeveer 1760 en zijn daarmee ouder dan het huidige pand.